# 208 ق م
208 ق م أو 208 قبل الميلاد هي سنة من العقد 20 ق م في التقويم اليولياني البروليبتي (التقويم الميلادي). تسبقها سنة 209 ق م وتليها سنة 207 ق م.

## أحداث

### الإمبراطورية الرومانية
- معركة بيكولا - الرومان بقيادة بوبليوس كورنيليوس سكيبيو يهزمون القرطاجيين بقيادة صدربعل برقا في بيكولا (بايلين الحالية) في مقاطعة هسبانيا بايتيكا. ويقرر صدربعل مغادرة شبه جزيرة أيبريا، وعبور جبال البرانس باتجاه بلاد الغال، بنية الانضمام إلى أخيه حنبعل في إيطاليا.
- مقتل القائد الروماني ماركوس كلاوديوس مارسيلوي في معركة مع قوات حنبعل قرب فينوسيا في أبولينا.
- حنبعل يدمر قوات رومانية في معركة بيتيليا.

### الإمبراطورية السلوقية
- أنطيوخوس الثالث يتقدم باتجاه باكتريا (باختر حاليا)، والتي يحكمها الملك الباكتيري يوثيديموس الأول، ويهزمه في معركة أريوس. وبعد مقاومته لحصار السلوقيين للعاصمة باكتر (بلخ حاليا)، يعقد يوثيديموس سلاما مشرفا يعده فيه أنطيوخوس بأن يزوج إحدى بناته من ابنه ديميتريوس.

### الصين
- الجنرال تشانغ هان من أسرة تشين، يسيطر على تمرد للفلاحين بقيادة تشين تشينغ ووو غوانغ، ثم يحاصر مدينة المتمردين يولو.

## مواليد
- ليو روي – أمير صيني والابن الوحيد للإمبراطور ليو بانغ أول إمبراطور من سلالة هان (توفي سنة 194).
- بوليبيوس – مؤرخ يوناني اشتهر بكتابه «التواريخ» أو «صعود الإمبراطورية الرومانية» والذي يغطي بالتفصيل الفترة بين 220 ق م و146 ق م.

## وفيات
- لي سي – سياسي وفيلسوف صيني (اغتيل) (ولد عام 280 ق م)
- ماركوس كلاوديوس مارسيليوس – جنرال روماني استولى على مدينة سرقوسة خلال الحرب البونيقية الثانية، وكان يعرف باسم «سيف روما» (ولد عام 268).
- خريسيبوس

## كتب
- Yves Denis Papin (1998). Chronologie de l'histoire ancienne. Lieu de publication non identifié: Éditions Jean-paul Gisserot. ISBN:2-87747-346-5. OCLC:40746926. مؤرشف من الأصل في 2022-03-16.
- أحمد محمد عوف (2000)، موسوعة حضارة العالم، QID:Q12246226

## وصلات خارجية
- صفحة السنة على موقع onthisday.com
- سنة 208 ق م على موقع المكتبة الوطنية الفرنسية